# Vutskits György
Vutskits György (Zernest, 1858. április 1. – Keszthely, 1929. október 21.) premontrei tanár zoológus, akinek kiemelkedik az ichthiológiai munkássága. Zoológiai szakmunkákban nevének rövidítése: „Vutskits”.

## Élete
Erdélyben Brassótól 24 km-re délnyugatra, a Barca partján lévő Zernesten született 1858-ban. Egyetemi tanulmányait Kolozsvárt végezte és ez időben Koch Antal tanítványa és tanársegéde volt. A középiskolai tanári és bölcsészdoktori oklevél megszerzése után 1884–1890 között a marosvásárhelyi majd 1891-től 1921-ig nyugdíjazásáig a keszthelyi premontrei gimnázium (ma Vajda János Gimnázium) tanáraként dolgozott.

## Munkássága
Az oktatás mellett jelentős az ichthyológiai munkássága. Több tanulmányt írt hazánk halfaunájáról, illetve a halak biológiájáról.
Ismertebb tanulmányai:
- A magyar birodalom halrajzi vázlata, Surjánszky József könyvnyomdája Keszthely, 1904
- Faunánk egy új halfaja, Budapest, 1911
- A magyar halászat és az ichthyológia története az utolsó 25 év alatt, Pátria Budapest, 1916
- Classic pisces. Fauna Regni Hung. Pars I. Vertebrata. Regia Soc. Sciens. Nat, Budapest, 1918
- Vutskits György, a Balaton tudósa. Dr. Vutskits György (1858–1929) tudományos és ismeretterjesztő dolgozatai; Agroinform, Bp., 2018 (Halászati és horgászati történeti füzetek)